# Champagne-Mouton
Champagne-Mouton – miejscowość i gmina we Francji, w regionie Nowa Akwitania, w departamencie Charente.
Według danych na rok 1990 gminę zamieszkiwały 1012 osoby, a gęstość zaludnienia wynosiła 45 osób/km² (wśród 1467 gmin regionu Poitou-Charentes Champagne-Mouton plasuje się na 306. miejscu pod względem liczby ludności, natomiast pod względem powierzchni na miejscu 314.).